# Джафарзаде, Азиза Мамед кызы
Азиза Мамед кызы Джафарзаде (азерб. Əzizə Məmməd qızı Cəfərzadə; 29 декабря 1921, Баку — 4 сентября 2003, Баку) — известная писательница, литературовед, общественный деятель, член Союза Писателей Азербайджана (1946), доктор филологических наук (1970), профессор Бакинского Государственного Университета (1974), народный писатель Азербайджана (2001).

## Биография
Родилась 29 декабря 1921 года в городе Баку. После окончания школы № 25 поступила в Театральный техникум, затем в двухлетний Педагогический Институт. В 1942—1944 годах работала учительницей в деревне Чапарлы Ахсуинского района.
В 1944—1946 годах — начальник сценарного отдела киностудии «Азербайджанфильм» имени Джафара Джаббарлы. В 1946-47 годах экстерном сдала экзамены и получила диплом филологического факультета Азербайджанского Государственного Университета. В 1947—1949 годах — заведующая театральной школой. В 1950 году защитила кандидатскую диссертацию на тему «Образы молодых просветителей в азербайджанской литературе XIX века».
В 1950—1956 годах — доцент, заведующая кафедрой заочного педагогического института. В 1956 году стала доцентом Камчатского Педагогического Института.
В 1957—1974 годах являлась старшим научным сотрудником, заведующей отделом Рукописного фонда Академии наук Азербайджана.
В 1970 году защитила докторскую диссертацию на тему «Ашугский стиль в азербайджанской поэзии XIX века».
С 1974 года — профессор Бакинского Государственного Университета.
В 2002 году удостоена Персональной стипендии Президента Азербайджанской Республики.
Скончалась 4 сентября 2003 года на 82-м году жизни после продолжительной болезни. Согласно её завещанию была похоронена в селении Тагылы Гаджигабулского района рядом со своими родителями, супругом и братьями.

## Произведения
- «Рассказы о Натаван» (1963)
- «В мире мой голос слышен» (1973-1978)
- «Возвращайся на родину» (1977)
- «Вспомни меня» (1980)
- «Баку - 1501» (1981)
- «Джалалийя» (1983)
- «Сабир» (1989)
- «Из уст в уста» (1992)
- «Одна трагедия» (1995)
- «До Гюлистана» (1996)
- «Zərrintac-Tahirə» (1996)
- «К свету» (1998)
- «Беда» (2001)
- «Рубабе» (2001)
- «Слёзы Каспия» (2003)